# Mianyang
För andra betydelser, se Mianyang (olika betydelser).
Mianyang, tidigare stavat Mienyang, är en stad på prefekturnivå i Sichuan-provinsen i sydvästra Kina. Den är belägen vid floden Fujiang, längst norrut på Chengduslätten i Sichuanbäckenet, omkring 150 kilometer nordost om provinshuvudstaden Chengdu. Staden har 444 000 invånare (2002).

## Näringsliv
Mianyang är en industristad med stålverk och stor textilindustri (silke och bomull). Staden är säte för flera tekniska läroanstalter, ett center för militär forskningsindustri och bas för utvecklingen av kinesiska kärnvapen.

## Administrativ indelning
Mianyang indelas i två stadsdistrikt, en satellitstad på häradsnivå, fem reguljära härad och ett autonomt härad:
| Karta              | Karta                       | Karta          | Karta                      | Karta                  | Karta     | Karta                      |
| ------------------ | --------------------------- | -------------- | -------------------------- | ---------------------- | --------- | -------------------------- |
|                    |                             |                |                            |                        |           |                            |
| Nr                 | Namn                        | Kinesiska      | Pinyin                     | Befolkning (2004 est.) | Yta (km²) | Befolknings- täthet (/km²) |
| Stadsdistrikt      |                             |                |                            |                        |           |                            |
| 1                  | Fucheng                     | 涪城区         | Fúchéng qū                 | 620 000                | 597       | 1 039                      |
| 2                  | Youxian                     | 游仙区         | Yóuxiān qū                 | 510 000                | 973       | 524                        |
| Stad på häradsnivå |                             |                |                            |                        |           |                            |
| 3                  | Jiangyou                    | 江油市         | Jiāngyóu shì               | 870 000                | 2 720     | 320                        |
| Härad              |                             |                |                            |                        |           |                            |
| 4                  | Santai                      | 三台县         | Sāntái xiàn                | 1 460 000              | 2 661     | 549                        |
| 5                  | Yanting                     | 盐亭县         | Yántíng xiàn               | 590 000                | 1 645     | 359                        |
| 6                  | An                          | 安县           | Ān xiàn                    | 510 000                | 1 404     | 363                        |
| 7                  | Zitong                      | 梓潼县         | Zǐtóng xiàn                | 380 000                | 1 438     | 264                        |
| 8                  | Pingwu                      | 平武县         | Píngwǔ xiàn                | 190 000                | 5 974     | 32                         |
| Autonomt härad     |                             |                |                            |                        |           |                            |
| 9                  | Beichuan (för qiang-folket) | 北川羌族自治县 | Běichuān qiāngzú zìzhìxiàn | 160 000                | 2 869     | 56                         |

## Klimat
Genomsnittlig årsnederbörd är 1 189 millimeter. Den regnigaste månaden är juli, med i genomsnitt 329 mm nederbörd, och den torraste är januari, med 16 mm nederbörd.